# Strange Kind of Woman
Strange Kind of Woman — сингл британской хард-рок-группы Deep Purple, записанный в январе 1971 года и выпущенный (вслед за «Black Night») в феврале 1971. Сингл поднялся до #8 в UK Singles Chart.
В Великобритании песня «Strange Kind of Woman» не вошла в оригинальную версию альбома Fireball (1971), но была включена в CD-версию 1996 года, вместе с би-сайдом, «I’m Alone». В США песня вошла в первую версию альбома, заменив там «Demon’s Eye». Первоначально песня называлась «Prostitute».

## Содержание
Героиня песни — проститутка по имени Нэнси, которая по утрам в среду принимает влюбленного в неё молодого человека. Последний пытается спасти её от наркотиков, но она отвечает: разрыв (с ними) для неё невозможен. Юноша понимает, что не может удовлетворить её, но постепенно она отвечает ему взаимностью и в качестве «подарка» переводит на субботний вечер. Наконец они женятся — и сразу же героиня песни умирает.

### Комментарии Иэна Гиллана
Вокалист Иэн Гиллан, объявляя этот номер на концерте (см. альбом Deep Purple in Concert) говорил: «Песня — о нашем друге, который связался с очень порочной женщиной. Это печальная история. В конечном итоге они поженились, а через несколько дней после свадьбы эта женщина умерла». Однако в комментарии к песне на страницe Wordography Гиллан представил несколько иную версию происхождения текста:

Я любил её странной любовью, характерной для переходного возраста… Впрочем, любили её и многие другие, и она любила их: щедро отвечала взаимностью за их деньги. Я пытался отвратить её от привычки и был посрамлен. Она сказала: «Это не привычка, это моя жизнь, и что ты вообще можешь знать обо всем этом?..» Меня действительно — ну, вроде как, перевели: с утра по средам на субботние вечера . Собственно, песня не о женщине. Она — о наборе наслаждений и разочарований; наборе, которому другого имени, кроме Нэнси, и быть не может.Оригинальный текст (англ.)I loved her in a strange post-adolescent-pre-adult way, but then so did quite a lot of other people. She loved them too and gave them good return for their money. I failed miserably when I tried to break her from the habitвЂ¦she said it wasn't a habit, it was her life and what did I know anyway? I did get promoted from Wednesday morning trysts to Saturday evening dates (sort of). The fact is, this song is not about one womanвЂ¦but a compilation of thrills and disappointments, and such a package can only be called Nancy. — Иэн Гиллан

## Участники записи
- Иэн Гиллан — вокал
- Ричи Блэкмор — гитара
- Роджер Гловер — бас-гитара
- Джон Лорд — орган
- Иэн Пейс — ударные

## Кавер-версии
- В 1973 году ирландская команда Funky Junction[англ.], составленная из участников группы Thin Lizzy, записала трибьютный альбом Funky Junction Play a Tribute to Deep Purple, на котором была исполнена кавер-версия «Strange Kind of Woman»[5].
- Хард-роковая команда Forcefield[англ.] записала совмещенную кавер-версию «Black Night/Strange Kind of Woman» для своего альбома Forcefield II - The Talisman (1988).
- Французский коллектив Air Jazz Quartet записал джазовую версию песни для трибьютного альбома Tribute to Deep Purple (1995)[6].